# Colli Bolognesi Cabernet Sauvignon riserva Terre di Montebudello
Le Colli Bolognesi Cabernet Sauvignon riserva Terre di Montebudello est un vin rouge italien de la région Émilie-Romagne doté d'une appellation DOC depuis le 29 mai 1975. Seuls ont droit à la DOC les vins récoltés à l'intérieur de l'aire de production définie par le décret.
Vieillissement minimum légal : 3 ans.
Le Colli Bolognesi Cabernet Sauvignon riserva Terre di Montebudello répond à un cahier des charges plus exigeant que le Colli Bolognesi Cabernet Sauvignon, essentiellement en relation avec le vieillissement et le rendement.

## Aire de l'appellation
La sous-zone « Terre di Montebudello » est définie par des parcelles dans les communes de Monteveglio et Bazzano, dans la province de Bologne et Savignano sul Panaro, dans la province de Modène.

## Caractéristiques organoleptiques
- couleur: rouge rubis intense, tendant au rouge grenat avec le vieillissement
- odeur: vineux, intense, épicé
- saveur: sèche, tannique, harmonique, légèrement épicé

Le Colli Bolognesi Cabernet Sauvignon riserva Terre di Montebudello se déguste à une température comprise entre 15 et 17 °C. Il se gardera 3 à 6 ans.

## Association de plats conseillée
Les viandes rouges grillées

## Production
Province, saison, volume en hectolitres :
- pas de données disponibles